# Heinz Beck
Heinz Beck (Friedrichshafen, 3 novembre 1963) è un cuoco tedesco, chef del ristorante La Pergola di Roma, premiato con tre stelle Michelin.

## Biografia
Nato a Friedrichshafen nel 1963, ottiene la qualifica di cuoco alla scuola alberghiera di Passau. Nel 1985 lavora a Monaco per una ditta di catering con una stella Michelin. Nel 1986 è chef de partie al Colombi Hotel di Friburgo. Nel 1989 è a Monaco per il Tantris, ristorante con tre stelle Michelin. Nel 1991 è sous-chef al Tristan di Mallorca in Spagna e poi nuovamente in Germania alla Residenz ad Aschau. Nel 1992 ottiene la qualifica di "maestro di cucina" alla scuola di Altötting Alzgern.
Dopo alcune esperienze a Berlino, nel 1994 arriva a Roma presso il ristorante "La Pergola" del Waldorf Astoria Resort "Cavalieri" di Roma. Nel 1996, decide di qualificarsi come sommelier frequentando un corso dell'Associazione italiana sommelier di Roma, diplomandosi come sommelier professionista due anni più tardi.
Sotto la sua guida "La Pergola" ottiene dal 2001 le due stelle Michelin, nel 2004 è il migliore ristorante dell'anno per la Guida BMW e dal 2005 ottiene anche la terza stella e cinque forchette Michelin, 4 cappelli nella guida de L'Espresso, 95/100 in quella del Gambero Rosso, tre stelle del Veronelli.
Nel 2005, insieme alla moglie Teresa Maltese – che ricopre il ruolo di AD – fonda la "Beck and Maltese consulting" con la quale gestiscono diversi ristoranti in Italia e all'estero. In Italia: "Ruliano with Heinz Beck" a Bologna; "La Pergola" a Roma; "Attimi by Heinz Beck" presso l'aeroporto di Roma-Fiumicino; "Café Les Pailottes" a Pescara; "St. George restaurant by Heinz Beck" a Taormina. All'estero: "Social Heinz Beck" a Dubai; "Beck at Brown’s" a Londra; "Gusto by Heinz Beck" in Portogallo; "Heinz Beck restaurant" a Tokyo. Nel 2020 inizia a dirigere il “Campus Principe Di Napoli”.

## Opere
- Beck Heinz (2001)
- Pasta (2003), proposte e istruzioni per la preparazione di piatti a base di pasta fresca, ripiena o secca
- Finger Food (2004)
- Arte e Scienza del Servizio (2004), scritto in collaborazione con Umberto Giraudo, Simone Pinoli e Marco Reitano, colleghi a La Pergola.
- Vegetariano (2005)
- L'ingrediente segreto (2009)
- Ipertensione & Alimentazione (2010)
- Consigli e Ricette per piccoli gourmet (2012)
- Nutrire il cuore (2016)
- Best of Heinz Beck (2017)
- Passione Pura (2018)
- Antonio Ceriello e Gabriele Riccardi, Diabete & Alimentazione, ricette di Heinz Beck, Pavia, EDIMES, 2019.[benché del libro se ne trovi menzione internet quasi tutte le fonti sono "anteriori" alla pubblicazione dello stesso. Inoltre, da una prima ricerca su siti di: editore medesimo, librerie, biblioteche, rivenditori, ecc.; tale libro risulta introvabile o meglio nemmeno compare nelle liste. Sarebbe quindi da appurare se realmente dato alle stampe o meno][4][5][6]

## Piatti celebri
Heinz Beck è noto per la sua cucina innovativa, che unisce la tradizione italiana a un approccio scientifico e salutare. Tra le sue creazioni più iconiche figurano:
- Fagottelli "La Pergola" – Un piatto simbolo del ristorante La Pergola, composto da pasta fresca ripiena di una crema liquida di carbonara, che si scioglie in bocca al primo morso.[7]
- Spaghetti cacio e pepe con gambero bianco marinato al lime – Una reinterpretazione della classica cacio e pepe, arricchita dalla freschezza del gambero bianco e dall’acidità del lime.[7]
- Fiore di zucca in pastella su fondo di crostacei e zafferano con caviale – Un fiore di zucca fritto, ripieno di purea di zucchina e caviale, servito su un fondo di crostacei e zafferano.[8]
- Ricciola marinata ai profumi di limone con melanzana e mandorle – Un piatto che combina la delicatezza della ricciola marinata con il sapore intenso della melanzana e il tocco croccante delle mandorle.[8]
- Risotto all’acqua di pomodoro con salsa di rucola e tartare di tonno – Un risotto leggero preparato con acqua di pomodoro, accompagnato da una salsa di rucola e una tartare di tonno.[9]
- Sella di agnello con pistacchi e salsa al Marsala – Un piatto raffinato che esalta la carne d'agnello con la dolcezza del Marsala e la croccantezza dei pistacchi.[7]
- Tartare di tonno e caviale con estratto di mandorla – Un antipasto sofisticato che abbina la sapidità del caviale alla dolcezza della mandorla.[7]

La cucina di Heinz Beck è caratterizzata da una grande attenzione alla leggerezza e al bilanciamento nutrizionale, senza compromettere l'intensità dei sapori. La sua filosofia culinaria si basa su studi scientifici legati alla salute e al benessere, integrando tecniche moderne per esaltare le proprietà degli ingredienti.

## Riconoscimenti
- 1996 Guida Michelin - Una stella Michelin per il Ristorante “La Pergola”
- 1998 Five star Diamond Award
- 2000 Medaglia d'oro del Foyer degli Artisti - premio dell'Università di Roma La Sapienza
- 2000 Guida Michelin - Due stelle Michelin per il Ristorante “La Pergola”
- 2005 Guida Michelin - Tre stelle Michelin per il Ristorante “La Pergola”
- 2010 Cavalierato dell'ordine al merito della Repubblica federale di Germania
- 2013 Six star Diamond Award
- 2014 Leone di Venezia alla carriera
- 2022 Due stelle Michelin per il ristorante St. George by Heinz Beck di Taormina
- 2024 Araldo Fondation Prince Albert II de Monaco - Italia